# Johan Bernard Scheffer
Johan Bernard Scheffer ou Johann Baptist Scheffer (Bad Homburg vor der Höhe, 1765 — Amsterdam, 1809) est un peintre et graveur allemand actif en République batave. Il est le père du célèbre peintre Ary Scheffer.

## Biographie
Johan Bernard Scheffer naît en 1765 à Bad Homburg vor der Höhe, dans le landgraviat de Hesse-Cassel (Saint-Empire romain germanique). Il est le fils de Johann Werner Scheffer (1730–1799) et Catharine Maria Pfluger (1731–1799).
Élève de Johann Friedrich August Tischbein, il termine ses études à Utrecht.
En 1788, il vit et travaille dans cette ville après avoir été recommandé pour travailler à la maison de commerce Blydesteyn.
Il s'installe ensuite à Dordrecht en 1790, où il épouse le 26 octobre 1794 la miniaturiste néerlandaise Cornelia Lamme (en) (1769-1839), fille du peintre paysagiste Arie Lamme (en) et Johanna van Es,,. Ils ont six enfants desquels seulement trois fils survivent jusqu'à l'âge adulte : le portraitiste Ary Scheffer (1795–1858), le journaliste et écrivain Karel Arnold Scheffer (1796–1853) et le peintre Hendrik Scheffer (1798–1862). Johan enseigne à Ary et Hendrik la peinture avant qu'ils ne suivent des formations plus formelles. La famille déménage en 1798 de Dordrecht à La Haye, en 1801 à Rotterdam et en 1803 à Amsterdam,. Ce ne sont pas des années faciles, car Johan Scheffer entre régulièrement en conflit avec ses clients, ce qui lui fait perdre des commandes.
Scheffer produit plusieurs grandes œuvres historiques et quelques portraits, dont un du roi de Hollande Louis Bonaparte. En 1808, il devient peintre de cour de Louis Bonaparte à Amsterdam, dont il peint quelques portraits. Il remporte cette même année le prix de peinture d'histoire avec son tableau : Jacob Simonsz de Rijk, refusant sa sortie du donjon, qui lui est offerte par les Espagnols.
Johan Bernard Scheffer meurt cependant un an plus tard, le 30 juin 1809, à l'âge de 44 ou 45 ans. Il est inhumé le 5 juillet 1809 à la Zuiderkerk de cette ville. Cornelia encourage ses fils Ary et Hendrik à devenir peintres — « Votre Père doit vivre en vous ! » — et part s'installer avec sa famille à Paris en 1811, où ils prennent des cours dans l'atelier de Pierre-Narcisse Guérin et développeront une grande carrière d'artiste.
Il fait partie des artistes sélectionnés pour l'importante série d'expositions Exposition des maîtres vivants, organisées entre 1808 et 1917.

## Conservation
- France
  - Musée de la Vie romantique, Paris, dont portraits peints ou gravés d'Ary Scheffer[11]
- Pays-Bas
  - Rijksmuseum Amsterdam (portraits gravés et peints)[12]
  - Musée d'Art de La Haye[13]
  - Musée de Dordrecht[14]
  - Centraal Museum d'Utrecht[15]

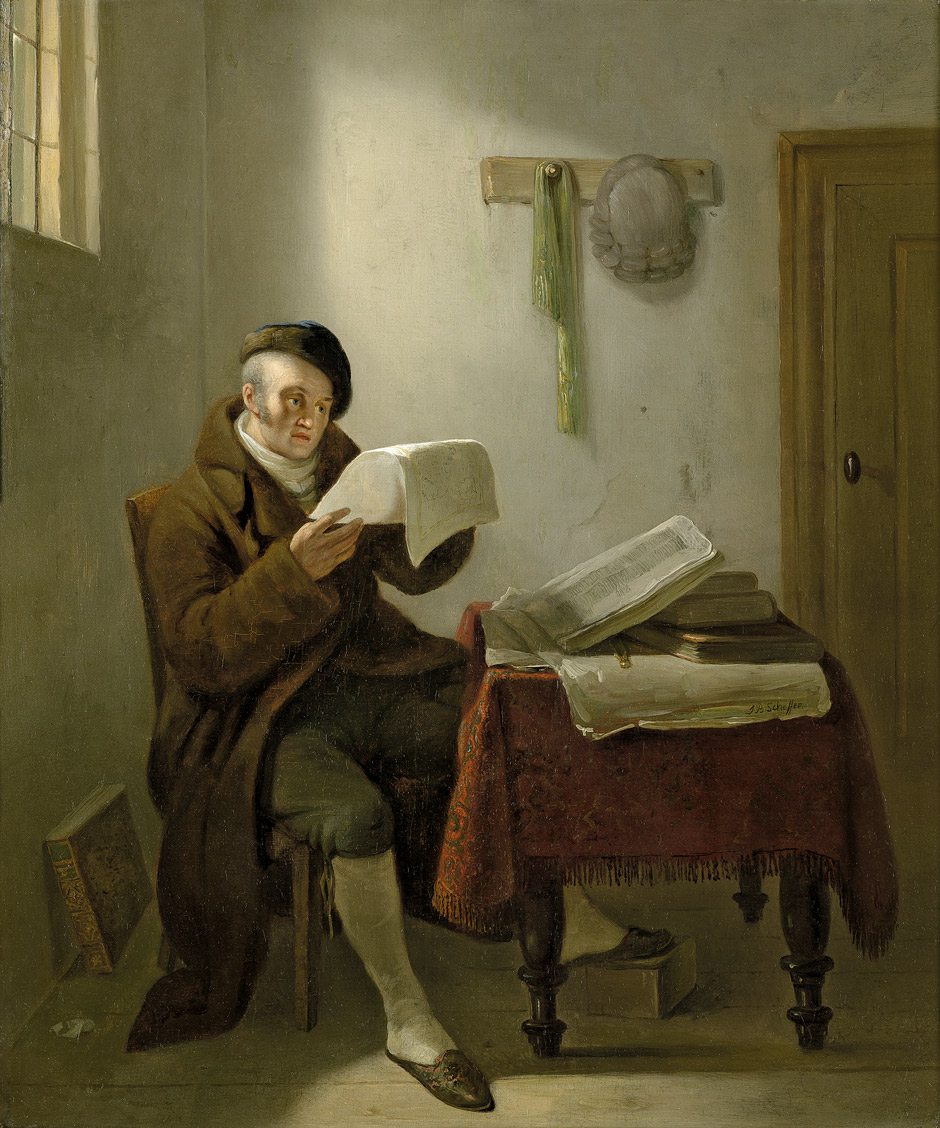
Le Cartographe (n. d., coll. priv.).
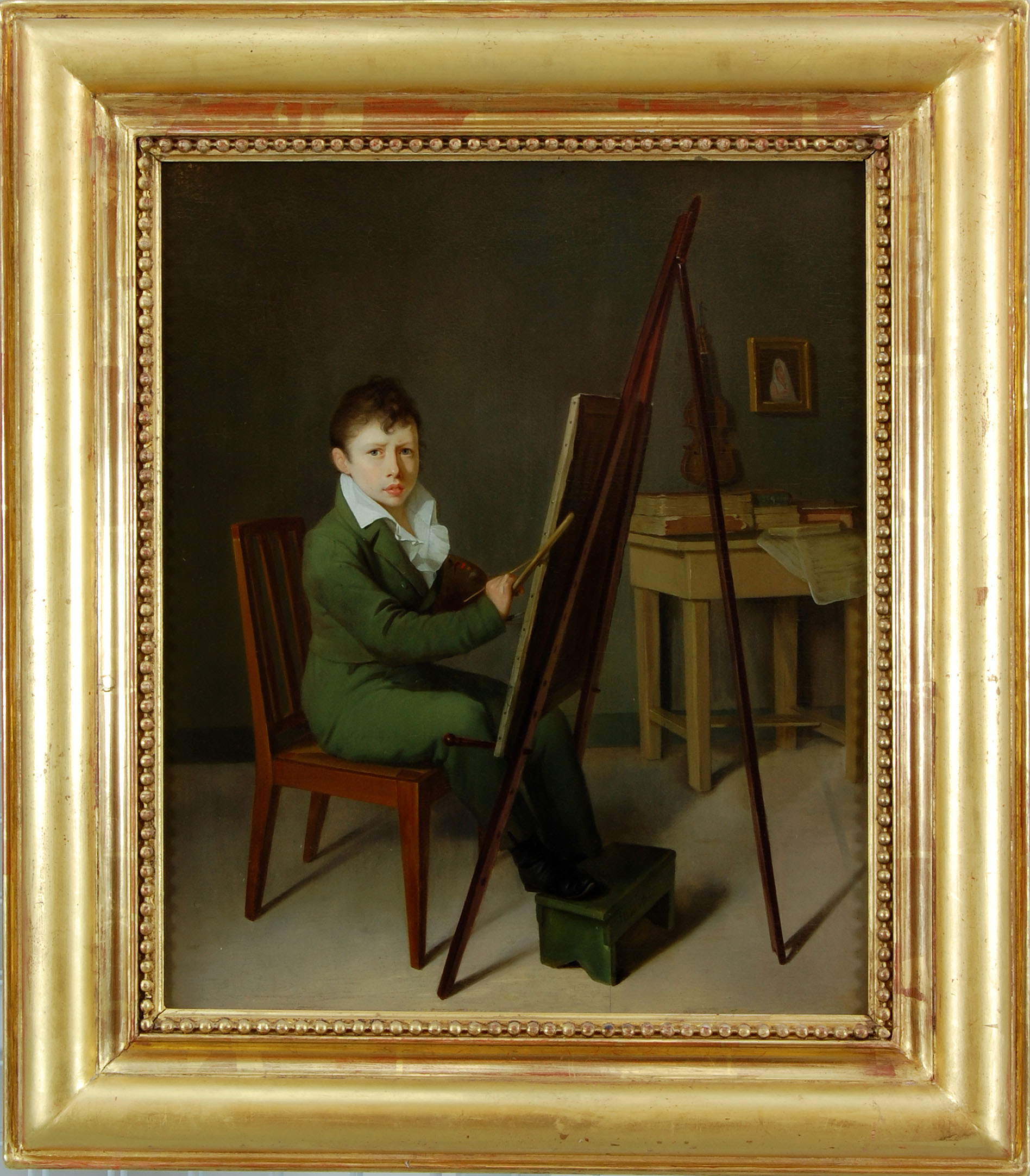
Ary Scheffer devant son chevalet (1807, musée de Dordrecht).
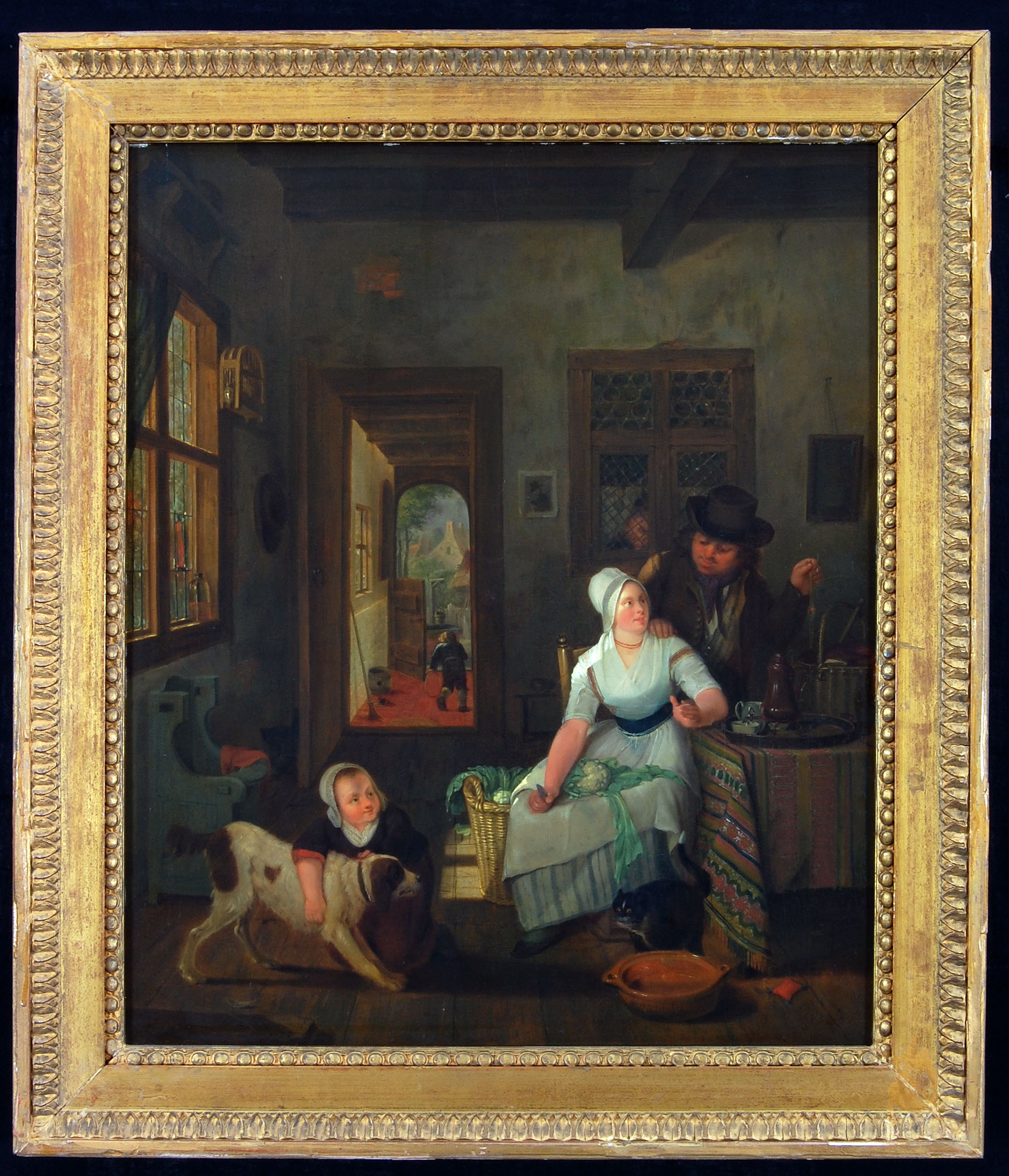
Intérieur avec personnages (n. d., musée de Dordrecht).
Louis Napoléon (c. 1808, loc. inc.).